# توم إيفانز
توم إيفانز (بالإنجليزية: Tom Evans)‏ (1 فبراير 1896 في المملكة المتحدة - ) هو لاعب كرة قدم بريطاني (وحمل سابقاً جنسية المملكة المتحدة لبريطانيا العظمى وأيرلندا) في مركز نصف الجناح. لعب مع برايتون أند هوف ألبيون وبرمنغهام سيتي وCradley Heath F.C. ‏.